# Savanur (ciutat)
Savanur és una ciutat índia de l'estat de Karnataka al districte d'Haveri, que fou capital de l'estat de Savanur. Està situada a uns 65 km al sud-est de Dharwar a 14° 58′ N, 75° 21′ E / 14.97°N,75.35°E. Consta al cens del 2001 amb 35.561 habitants, que eren un segle abans (1901) 9.796 habitants. Els principals edificis són el palau del nawab, nombroses mesquites i temples, i el math de Sri Satya Bodhaswami.